# Список высших учебных заведений Свердловской области
В список высших учебных заведений Свердловской области включены образовательные учреждения высшего и высшего профессионального образования, находящиеся на территории Свердловской области и участвовавшие в мониторинге Министерства образования и науки Российской Федерации 2015 года. Этим критериям в Свердловской области соответствует 24 вуза и 41 филиал.
Филиалы вузов, головные организации которых находятся в иных субъектах федерации, сгруппированы в отдельном списке. Порядок следования элементов списка — алфавитный.
Вузы, лицензия которых не действует на 25 октября 2015 года, отмечены цветом.

## Список высших образовательных учреждений
| Название                                                              | Категория         | Год основания | Месторасположение | Число студентов |
| --------------------------------------------------------------------- | ----------------- | ------------- | ----------------- | --------------- |
| Гуманитарный университет                                              | негосударственный | 1990          | Екатеринбург      | 2049            |
| Екатеринбургская академия современного искусства                      | муниципальный     | 2006          | Екатеринбург      | 326             |
| Екатеринбургский государственный театральный институт                 | государственный   | 1985          | Екатеринбург      | 557             |
| Институт международных связей                                         | негосударственный | 1994          | Екатеринбург      | 570             |
| Уральский институт экономики, управления и права                      | негосударственный | 1992          | Екатеринбург      | 1523            |
| Российский государственный профессионально-педагогический университет | государственный   | 1979          | Екатеринбург      | 9522            |
| Уральская государственная архитектурно-художественная академия        | государственный   | 1972          | Екатеринбург      | 2190            |
| Уральская государственная консерватория имени М. П. Мусоргского       | государственный   | 1934          | Екатеринбург      | 525             |
| Уральский государственный аграрный университет                        | государственный   | 1940          | Екатеринбург      | 5391            |
| Уральский государственный горный университет                          | государственный   | 1914          | Екатеринбург      | 8698            |
| Уральский государственный лесотехнический университет                 | государственный   | 1930          | Екатеринбург      | 5697            |
| Уральский государственный медицинский университет                     | государственный   | 1930          | Екатеринбург      | 3976            |
| Уральский государственный педагогический университет                  | государственный   | 1930          | Екатеринбург      | 12586           |
| Уральский государственный университет путей сообщения                 | государственный   | 1956          | Екатеринбург      | 8921            |
| Уральский государственный экономический университет                   | государственный   | 1967          | Екатеринбург      | 15151           |
| Уральский государственный юридический университет                     | государственный   | 1931          | Екатеринбург      | 8141            |
| Уральский институт бизнеса                                            | негосударственный | 1990          | Екатеринбург      |                 |
| Уральский институт коммерции и права                                  | негосударственный | 1994          | Екатеринбург      |                 |
| Уральский институт фондового рынка                                    | негосударственный | 1994          | Екатеринбург      |                 |
| Академия туризма и международных отношений                            | негосударственный | 2004          | Екатеринбург      |                 |
| Уральский федеральный университет                                     | государственный   | 1920          | Екатеринбург      | 34326           |
| Уральский финансово-юридический институт                              | негосударственный | 1995          | Екатеринбург      |                 |

## Список филиалов высших образовательных учреждений
| Название | Категория         | Год основания  | Месторасположение | Месторасположение головной организации | Число студентов |
| --- | ----------------- | -------------- | ----------------- | -------------------------------------- | --------------- |
| Артёмовский филиал Уральского института экономики, управления и права                                                                                | негосударственный | 2011           | Артёмовский       | Екатеринбург                           |                 |
| Верхнесалдинский филиал Уральского института экономики, управления и права                                                                           | негосударственный | 2011           | Верхняя Салда     | Екатеринбург                           |                 |
| Екатеринбургский филиал Уральского государственного университета физической культуры                                                                 | государственный   | 2000           | Екатеринбург      | Челябинск                              | 770             |
| Екатеринбургский филиал Университета Российской академии образования                                                                                 | негосударственный | 1999           | Екатеринбург      | Москва                                 |                 |
| Екатеринбургский филиал Московского института предпринимательства и права                                                                            | негосударственный | 1998           | Екатеринбург      | Москва                                 |                 |
| Екатеринбургский филиал Академии труда и социальных отношений                                                                                        | негосударственный | 1997           | Екатеринбург      | Москва                                 |                 |
| Ирбитский филиал Уральского института коммерции и права                                                                                              | негосударственный | 1999           | Ирбит             | Екатеринбург                           |                 |
| Каменск-Уральский филиал Уральского института экономики, управления и права                                                                          | негосударственный | 1996           | Каменск-Уральский | Екатеринбург                           |                 |
| Каменск-Уральский филиал Уральского государственного экономического университета                                                                     | государственный   | 1999           | Каменск-Уральский | Екатеринбург                           |                 |
| Каменск-Уральский филиал Института международных связей                                                                                              | негосударственный | 1995           | Каменск-Уральский | Екатеринбург                           |                 |
| Политехнический институт (филиал Уральского федерального университета)                                                                               | государственный   | 1954           | Каменск-Уральский | Екатеринбург                           | 152             |
| Краснотурьинский филиал Уральского института экономики, управления и права                                                                           | негосударственный | 2009           | Краснотурьинск    | Екатеринбург                           |                 |
| Лесной филиал Уральского института экономики, управления и права                                                                                     | негосударственный | 2008           | Лесной            | Екатеринбург                           |                 |
| Нижнетагильский государственный социально-педагогический институт (филиал Российского государственного профессионально-педагогического университета) | государственный   | 1939           | Нижний Тагил      | Екатеринбург                           |                 |
| Нижнетагильский филиал Уральского института экономики, управления и права                                                                            | негосударственный | 1997           | Нижний Тагил      | Екатеринбург                           |                 |
| Нижнетагильский филиал Международного юридического института                                                                                         | негосударственный | 1999           | Нижний Тагил      | Москва                                 |                 |
| Нижнетагильский филиал Российской академии народного хозяйства и государственной службы при Президенте Российской Федерации                          | государственный   | 1999           | Нижний Тагил      | Москва                                 | 280             |
| Новоуральский технологический институт (филиал МИФИ)                                                                                                 | государственный   | 1952           | Новоуральск       | Москва                                 | 552             |
| Нижнетагильский технологический институт (филиал Уральского федерального университета)                                                               | государственный   | 1944           | Нижний Тагил      | Екатеринбург                           | 1307            |
| Полевской филиал Уральского института экономики, управления и права                                                                                  | негосударственный | 1997           | Полевской         | Екатеринбург                           |                 |
| Технологический институт (филиал МИФИ) | государственный   | 1952           | Лесной            | Москва                                 | 490             |
| Уральский институт управления (филиал Российской академии народного хозяйства и государственной службы при Президенте Российской Федерации)          | государственный   | 1995           | Екатеринбург      | Москва                                 | 1988            |
| Уральский технический институт связи и информатики (филиал Сибирского государственного университета телекоммуникаций и информатики)                  | государственный   | 1930 1992 1998 | Екатеринбург      | Новосибирск                            | 1433            |
| Уральский филиал Исследовательского центра частного права                                                                                            | государственный   | 1994           | Екатеринбург      | Москва                                 |                 |
| Филиал в Екатеринбурге Международного института экономики и права                                                                                    | негосударственный | 1999           | Екатеринбург      | Москва                                 |                 |
| Филиал в Берёзовском Российского государственного профессионально-педагогического университета                                                       | государственный   |                | Берёзовский       | Екатеринбург                           |                 |
| Филиал в Красноуфимске Уральского государственного педагогического университета                                                                      | государственный   |                | Красноуфимск      | Екатеринбург                           |                 |
| Филиал в Новоуральске Уральского государственного педагогического университета                                                                       | государственный   |                | Новоуральск       | Екатеринбург                           |                 |
| Филиал в Верхней Салде Уральского федерального университета                                                                                          | государственный   | 1955 1999      | Верхняя Салда     | Екатеринбург                           | 91              |
| Филиал в Краснотурьинске Уральского федерального университета                                                                                        | государственный   | 1955           | Краснотурьинск    | Екатеринбург                           | 403             |
| Филиал в Невьянске Уральского федерального университета                                                                                              | государственный   | 1986           | Невьянск          | Екатеринбург                           |                 |
| Филиал в Нижней Туре Удмуртского государственного университета                                                                                       | государственный   | 1998           | Нижняя Тура       | Ижевск                                 |                 |
| Филиал в Нижнем Тагиле Уральского государственного экономического университета                                                                       | государственный   | 1999           | Нижний Тагил      | Екатеринбург                           |                 |
| Филиал в Нижнем Тагиле Уральского государственного университета путей сообщения                                                                      | государственный   | 1963           | Нижний Тагил      | Екатеринбург                           | 321             |